# The Dream of the Blue Turtles
The Dream of the Blue Turtles är Stings första soloalbum, utgivet i juni 1985. Albumet innehåller några av Stings mest politiska låtar, som "Russians", "Children's Crusade" och "We Work The Black Seam".
Den innehåller också Stings första hit efter The Police, "If You Love Someone Set Them Free", en "jazzig" version av "Shadows In the Rain" (tidigare inspelad av The Police) och "Moon Over Bourbon Street", en låt inspirerad av Anne Rices bok Nattens furste (The Vampire Lestat).
Världsturnén 1985 nådde Sverige för två spelningar, 22 november på Hovet i Stockholm, och dagen efter Scandinavium i Göteborg.

## Låtlista
Samtliga låtar skrivna av Sting, om inte annat anges.
1. "If You Love Somebody Set Them Free" – 4:14
2. "Love is the Seventh Wave" – 3:30
3. "Russians" (Sergej Prokofjev, Sting) – 3:57
4. "Children's Crusade" – 5:00
5. "Shadows in the Rain" – 4:56
6. "We Work the Black Seam" – 5:40
7. "Consider Me Gone" – 4:21
8. "The Dream of the Blue Turtles" – 1:15
9. "Moon over Bourbon Street" – 3:59
10. "Fortress Around Your Heart" – 4:48

## Singlar
- "If You Love Somebody Set Them Free" (Juni 1985) #3 US Hot 100, #26 UK Singles Chart
- "Love Is The Seventh Wave" (Augusti 1985) #17 US Hot 100
- "Fortress Around Your Heart" (Oktober 1985) #8 US Hot 100
- "Russians" (November 1985) #16 US Hot 100, #12 UK Singles Chart
- "Moon Over Bourbon Street" (Februari 1986)

## Musiker
- Sting – sång, gitarr, kontrabas
- Omar Hakim – trummor
- Darryl Jones – elbas
- Kenny Kirkland – keyboard
- Branford Marsalis – saxofon